# Aleixo Eslavo
Aleixo Eslavo (em búlgaro:  Алексий Слав; em grego: ) foi um boiardo búlgaro dos séculos XII e XIII e um descendente dos Asen, sobrinho dos três irmãos imperadores (Pedro IV, João Asen I e Joanitzes). Ele provavelmente foi o primeiro governador do domínio medieval na região dos Ródopes no Segundo Império Búlgaro e, depois, um autocrata nesta mesma região.

## História
Aleixo foi mencionado pela primeira vez como um dos nobres que disputaram o trono búlgaro com Boril depois da morte de Joanitzes. Ele se casou com a filha do imperador latino Henrique de Flandres em novembro de 1208 e, encorajado, deixou a corte em Tarnovo e estabeleceu-se como um monarca independente sobre a maior parte da região dos Ródopes. Aleixo se tornou um vassalo do sogro depois da derrota búlgara em Filipópolis (moderna Plovdiv), que prometeu apoiar suas aspirações ao trono búlgaro e concedeu-lhe o título de déspota.
Em 1211, ele lutou contra Boril ao lado do Despotado do Epiro, estendendo seu território e capturando a fortaleza de Melnik, para onde mudou sua capital, antes em Tsepina, em 1215 e se fez autocrata. Ali, Aleixo tinha a sua corte real, que consistia não apenas de búlgaros, mas também de "francos" (como eram conhecidos os cruzados na região) - um sebasto dos francos foi mencionado num epigrama da época. O déspota Aleixo é conhecido também por ter publicado um decreto doando um feudo para o vizinho Mosteiro da Teótoco Espileotissa em 1220. Neste documento, Aleixo afirmou que o mosteiro era "do déspota e do tsar", uma prova da confiança que tinha em seu próprio poder.
Seu estado foi reanexado ao Império Búlgaro depois da Batalha de Klokotnitsa em 9 de março de 1230, apesar de seu nome já ter desaparecido das fontes depois de 1228. Alguns acadêmicos identificam este Aleixo com o stolnik Eslavo mencionado numa inscrição posterior num anel escavado em Tarnovo, mas esta tese, segundo o historiador Ivan Bozhilov, não tem bases sólidas.

## Família
Aleixo Eslavo se casou duas vezes: a primeira com uma filha ilegítima de Henrique de Flandres de nome desconhecido e, depois da morte dela, a filha de um Petralifa que era cunhado de Teodoro Comneno Ducas, o déspota do Epiro (talvez o sebastocrator João Petralifa).